# バージニア級原子力ミサイル巡洋艦
バージニア級原子力ミサイル巡洋艦 (英語: Virginia-class nuclear guided missile cruiser)は、アメリカ海軍の原子力ミサイル・フリゲート（DLGN）の艦級。ターター-D・システムを搭載し、高度に統合されたシステム艦として構築されており、1970年から1975年度計画で計4隻が建造された。1975年度艦の建造単価は3億3,700万ドルであった。1975年の艦種分類改訂以降は原子力ミサイル巡洋艦 (CGN) に再分類された。

## 来歴
アメリカ海軍は、1957年度計画で原子力ミサイル巡洋艦（CGN）「ロングビーチ」を建造したのち、1959年度ではリーヒ級を核動力化した「ベインブリッジ」、1962年度ではベルナップ級を核動力化した「トラクスタン」、また1967年・1968年度ではミサイル駆逐艦（DDG）の計画を振り替えるかたちでカリフォルニア級と、原子力ミサイル・フリゲート（DLGN）の整備を進めてきた。そして1967年度でニミッツ級航空母艦の建造が開始されていたこともあって、同年より、その直衛艦としての新型DLGNの設計作業が開始された。
一方、1967年度計画DDGがカリフォルニア級DLGNとして振り替えられたのちも、海軍は新型ミサイル駆逐艦の整備計画を推進していた。これは対潜艦としての次期駆逐艦（DX; 後のスプルーアンス級）と防空艦としての次期ミサイル駆逐艦（DXG）をファミリー化して建造する計画であった。上記の新型DLGNの設計作業は、このDX/DXG計画と並行して進められていたことから、合流が模索されるようになり、DXGを核動力化したDXGNの計画が生まれた。議会が核動力艦を支持していたこともあって、1969年までにDXG計画は中止されており、DXGN計画は、この時点でアメリカ海軍が具体的に推進する唯一のミサイル艦となっていた。
ロバート・マクナマラ国防長官は、当初、核動力艦のみによって構成された空母機動部隊2個に8隻のDLGNを配分する計画としていた。核動力艦の整備サイクルを考慮すると、8隻の稼動艦を確保するためには9隻が必要であり、「ロングビーチ」は空母の護衛艦というよりは自らが旗艦として行動することが想定されていたことから、少なくとも5隻のDLGNの新規建造が必要であった。またこの時点で、原子力空母は4隻となる予定であり、更に通常動力型空母への配分まで要求された結果、1970年の時点で、DXGNの予定建造数は23隻まで増加していた。これによって建造されたのが本級である。
建造費の高騰を受けて、1971年5月には、建造数を3隻に削減する決定が下された。1番艦（DLGN-38）の建造費は1969年度予算に盛り込まれたが、実際の調達は1970年度とされた。同様に、2番艦は1970年・71年度、3番艦は1971・72年度で建造されることとなった。核動力艦を支持する議会は、1974・75年度および1975年度で4・5番艦の建造を追加したが、イージスシステムの実用化とともに、本級の設計を流用してこれを搭載するのが困難であることが判明したことから、5番艦の建造は中止され、イージス艦としての後期型の建造も実現しなかった。

## 設計
上記の経緯より、1968年1月の時点では、DXGNは、おおむねDXG（満載排水量7,812トン）の核動力版とされており、これよりわずかに大きい程度となる予定であった。しかし後期建造艦でASMS（後のイージスシステム）の搭載が見込まれたことから、その際の上部重量増加に対応できるよう、船体規模は拡大していき、カリフォルニア級に迫る規模となった。しかしASMS搭載を想定していたことからカリフォルニア級の設計をそのまま流用することはできず、2層の全通甲板を備えた遮浪甲板型の船体が新規に設計された。なお1982年度から1986年度のオーバーホールの際に、枢要区画にはケブラーによる装甲が施された。
機関は「ベインブリッジ」以来の構成が踏襲されており、原子炉としてはゼネラル・エレクトリック社のD2Gが2基搭載された。これは加圧水型原子炉で、熱出力は100～120 MWt程度と推測されている。本級の場合、炉心交換の間隔は10年程度とされている。

## 装備

### C4ISR
本級はカリフォルニア級と同様にターター-D・システムを搭載している。これは従来のターター・システムをもとに全面的にデジタル化・ソリッドステート化して、海軍戦術情報システム（NTDS）との連接を図った発展型であった。ただし本級では、後期建造艦でのASMSの装備を見越して、NTDSやWDSなどの電子計算機として新型のAN/UYK-7を採用し、システム艦としての統合もさらに高度なものとされている。この完全デジタル化システムは、続くスプルーアンス級駆逐艦やキッド級ミサイル駆逐艦、オリバー・ハザード・ペリー級ミサイルフリゲートなどの魁となった。武器管制システム（WDS）としては、カリフォルニア級ではMk.11 mod.13が搭載されていたのに対し、本級では、情報処理・表示機能を強化したMk.13 mod.0が搭載された。
その後、NTU（New Threat Upgrade）改修の際に主計算機はAN/UYK-43に更新され、ソフトウェアも、従来のNTDSのソフトウェアを元にAN/UYK-43で実行できるように書き直したRNTDS（restructured NTDS; 後にACDSブロック0と改称）に更新された。またこの際に、WDSもMk.14に更新された。
3次元レーダーはAN/SPS-48A（後期建造艦2隻ではC型に更新）、対空捜索レーダーはAN/SPS-40Bと「トラクスタン」以来の構成がおおむね踏襲されたが、対水上捜索レーダーはAN/SPS-55に変更されたほか、ソナーもAN/SQS-26CXを元に発展させたAN/SQS-53Aとされた。またNTU改修の際に、3次元レーダーはAN/SPS-48E、対空捜索レーダーはAN/SPS-49に更新されるとともに、これらの目標情報を統合するAN/SYS-2も搭載された。

### 武器システム
DXGNの当初計画では、艦尾甲板に単装式のMk.13 GMLSとアスロック対潜ミサイル8連装発射機を1基ずつ備える予定であったが、DLGNとして発展する過程で、艦対空ミサイル発射機はMk.13の後継として新開発された連装式のMk.26 GMLSに変更され、これをカリフォルニア級と同様のダブル・エンダー配置として、アスロック発射機はこちらで兼用することになった。なお、艦首甲板のものは24発装填可能なMod.0、艦尾甲板のものが44発装填可能なMod.1で、標準的には、艦対空ミサイル50発、アスロック16発、試験弾2発を搭載していたとされている。また、艦対空ミサイル誘導用のMk.74 ミサイル射撃指揮装置は1基のみの搭載となり、後部上部構造物上に、そのAN/SPG-51D火器管制レーダーを2基設置した。艦対空ミサイルとしては、当初はSM-1MRが用いられていたが、NTU改修によってSM-2MRの運用にも対応した。
砲熕兵器はカリフォルニア級と同様で、艦砲としては54口径127mm単装砲（Mk.45 5インチ砲）を艦首尾甲板に1基ずつ設置し、Mk.86 砲射撃指揮装置（GFCS）による管制を受けている。そのAN/SPG-60追尾レーダーを艦対空ミサイルの誘導にも用いることができたのも同様である。またNTU改修の際にファランクス 20mmCIWSも搭載された。
対潜兵器としては、アスロックとともに324mm3連装短魚雷発射管（Mk.32）が搭載された。これらを管制する水中攻撃指揮装置（UBFCS）は、ソナーの更新に伴って新型のMk.116とされた。また艦尾甲板を飛行甲板（ヘリコプター甲板）としているのはカリフォルニア級と同様だが、本級では、船体内にLAMPSヘリコプター1機を収容できる格納庫を設置して、ヘリコプター甲板とはエレベーターで連絡するかたちとした。ただしヘリコプター甲板を艦尾にあまりに近く（重心から遠く）設定したために艦の動揺の影響を受けやすくなり、またエレベーターのハッチの水密性が不十分でたびたび漏水したこともあって、この措置は不評であった。このため、艦載機の常時搭載は行われなかった。
その後、NTU改修の際に、ヘリコプター甲板前方はトマホーク巡航ミサイル用の装甲ボックスランチャー（ABL）の設置スペースに転用、エレベーターなどの設備は撤去され、格納庫のスペースは倉庫として活用された。なお対艦兵器としてはハープーン艦対艦ミサイルの4連装発射筒2基が搭載されていた。

## 同型艦
全艦ニューポート・ニューズ造船所で建造された。なお、本級に続いて検討されていた原子力打撃巡洋艦（CSGN）計画が頓挫した後の代替案として、本級をイージス艦として発展させたCGN-42が設計され、1983年度計画での建造が検討されたものの、こちらも実現しなかった。
| 艦番号 | 艦名                       | 起工           | 進水            | 就役            | 退役            |
| ------ | -------------------------- | -------------- | --------------- | --------------- | --------------- |
| CGN-38 | バージニア USS Virginia    | 1972年 8月19日 | 1974年 12月14日 | 1976年 9月11日  | 1994年 11月10日 |
| CGN-39 | テキサス USS Texas         | 1973年 8月18日 | 1975年 6月30日  | 1977年 9月10日  | 1993年 7月16日  |
| CGN-40 | ミシシッピ USS Mississippi | 1975年 2月22日 | 1976年 7月31日  | 1978年 8月5日   | 1997年 7月28日  |
| CGN-41 | アーカンソー USS Arkansas  | 1977年 1月17日 | 1978年 10月21日 | 1980年 10月18日 | 1998年 7月7日   |

## 登場作品
『沈黙の艦隊』
「アーカンソー」が登場。アメリカ大西洋艦隊に所属し、ニューヨークに向かおうとする原子力潜水艦「やまと」を迎撃する。